# Ř
Ř, řは、Rにハーチェクを付した文字である。チェコ語と高地ソルブ語で用いられる。
例）Antonín Dvořák  発音「アントニン・ドヴォジャーク（ドヴォルザーク）」

## 各言語における用法
- チェコ語

原則として、[ɼ, r̝]（上よりの歯茎ふるえ音、歯茎ふるえ摩擦音）の音を表す。[r]（歯茎ふるえ音）と[ʒ]（有声後部歯茎摩擦音）または[ʐ]（有声そり舌摩擦音）を同時に発音したような音である。日本語のカタカナ表記では、「ドヴォルジャーク」「ベドルジハ・スメタナ」のように、[r]の後に[ʒ]または[ʐ]が発音されるかのように表記されるが、この二つはあくまで同時に発音される。
ただし、řの直前や直後に無声子音がある場合は無声化し、[ɼ̊, r̝̊]（上よりの無声歯茎ふるえ音、無声歯茎ふるえ摩擦音）の音を表す。[r]（歯茎ふるえ音）と[ʃ]（無声後部歯茎摩擦音）または[ʂ]（無声そり舌摩擦音）を同時に発音したような音である。
- 高地ソルブ語

[ʃ]（無声後部歯茎摩擦音）で発音される。
- クルド語

[r]（歯茎ふるえ音）で発音される。

## 符号位置
| 大文字 | Unicode | JIS X 0213 | 文字参照       | 小文字 | Unicode | JIS X 0213 | 文字参照       | 備考 |
| ------ | ------- | ---------- | -------------- | ------ | ------- | ---------- | -------------- | ---- |
| Ř      | U+0158  | 1-10-36    | &#x158; &#344; | ř      | U+0159  | 1-10-52    | &#x159; &#345; |      |